# إفرايم أفيغدور سبايزر
إفرايم أفيغدور سبايزر Ephraim Avigdor Speiser (24 يناير 1902 – 15 يونيو 1965) عالم أمريكي يهودي من أصل بولندي، مختص في علم الأشوريات.
اكتشف الموقع الأثري تيبي غاورا في عام 1927 وأشرف على حفرياته بين عامي 1931 و1938.
كان متزوجا من سو غيمبل دانينباوم، حفيدة تشارلز جمبل مالك محلات غيمبل براذرز. وأنجبا طفلين جان وجويل.

## النشأة
ولد في سكالات في غاليسيا (في بولندا النمسا حينها، وحاليا تقع في أوكرانيا) في 24 يناير 1902. التحق بالمدرسة في ليمبرغ (وحاليا في لفيف)، والتحق بالمدرسة الثانوية الإمبراطورية في ليمبرغ، وتخرج من كلية ليمبرغ في عام 1918. وبعد عامين وفي سن الثامنة عشر، هاجر إلى الولايات المتحدة الأمريكية وحصل على الجنسية الأمريكية في عام 1926.
وحصل على الماجستير في علم الساميات من جامعة بنسلفانيا في عام 1923، تحت إشراف جي إيه مونتغمري وماكس مارغوليس. وواصل دراساته تحت إشراف ماكس مارغوليس، وحصل على الدكتوراه من كلية دروبسي في فيلادلفيا في عام 1924.